# Motuhaga (eiland)
Motuhaga is een eiland in het Tokelause atol Nukunonu. Op Motuhaga bevindt zich het tweede dorp van de atol, dat ook Motuhaga heet. Het eiland is door middel van een brug verbonden met het eiland Nukunonu, waarop het grootste dorp van het atol ligt.
Ahua · Apia · Avakilikili · Fakanava Tau Loto · Fatigauhu · Fulumahaga · Haumagalu · Hilakehe · Hini Ailani · Lalohumu · Laulauia · Matalapa · Motu Akea · Motu Fala · Motuhaga · Motusanga · Na Hapiti · Na Taulaga · Nasapiti · Natoli · Niututahi · Nuialemo · Nukunonu · Olomoana · Patiku · Puka · Punalei · Saumangalu · Tagamako · Te Afua · Te Fakanava · Te Kamu · Te Palaoa · Te Puka i Mua · Te Puka i Muli · Te Nonu · Tima · Tokelau · Tuatiga · Tuigaika · Vaivaimai · Vini